# Schwalbenschwanzspint
Der Schwalbenschwanzspint (Merops hirundineus) ist eine Vogelart aus der Familie der Bienenfresser (Meropidae). Er brütet in den Savannenwäldern des subsaharischen Afrikas.

## Merkmale
Wie andere Bienenfresser ist auch der Schwalbenschwanzspint ein äußerst farbenfroher, schlanker Vogel; die Färbung seines Federkleides und sein deutlich erkennbar gegabelter Schwanz machen ihn unverwechselbar. Er hat bei grüner Grundfarbe eine gelbe Kehle, einen blauen Ringkragen und einen schwarzen Augenstreif. Der Schnabel ist ebenfalls schwarz. Er erreicht eine Länge von 20–22 cm einschließlich der langen, grünen oder blauen Schwanzfedern. Die beiden Geschlechter gleichen einander. Die Weibchen sind etwas blasser, der Ringkragen ist schmaler und der Schwanz weniger gegabelt. Bei Jungvögeln ist der Hals weißlich, der Ringkragen fehlt und der Schwanz weniger gegabelt. Bei Merops hirundineus heuglini ist der Ringkragen etwas dunkler blau als bei den weiter südlich vorkommenden Unterarten.

## Lebensweise
Anders als die meisten anderen Bienenfresser bevorzugt der Schalbenschwanzspint waldreiche Gegenden. Man kann sich ihm einfach nähern. Wie der Name nahelegt, ernähren sich Bienenfresser vorzugsweise von Insekten, insbesondere von Bienen, Wespen und Hornissen, welche bei der Ansitzjagd in der Luft erbeutet werden. Der Schalbenschwanzspint hat eine Vorliebe für Honigbienen. Die Vögel jagen oft im Trupp, und es gibt gemeinschaftliche Schlafplätze.

## Fortpflanzung
Schwalbenschwanzspinte nisten paarweise oder in sehr kleinen Kolonien an sandigen Flussufern oder auf ähnlich flachem Untergrund. Hier graben sie am Ende der Trockenzeit einen relativ langen Tunnel, in den sie 2 oder 4 kugelige weiße Eier legen. Flügge werden sie vor dem Beginn des ersten Regens.

## Systematik
Es werden vier Unterarten unterschieden:
- Merops hirundineus chrysolaimus Jardine & Selby, 1830 – Ost-Senegal bis Nördliche Zentralafrikanische Republik.
- Merops hirundineus heuglini (Neumann, 1906) – Nordost-Zaire, Norduganda, Südsudan und Südwest-Äthiopien.
- Merops hirundineus furcatus Stanley, 1814 – Süd-Zaire, Nordtansania und Südost-Kenia bis Angola und Mosambik.
- Merops hirundineus hirundineus – Südangola, Südwestsambia und Westsimbabwe bis in das südliche Südafrika (Cape Province).